# Umbrijščina
Umbrijščina je izumrl jezik antične Italije. Skupaj z oskijskim jezikom predstavlja osko-umbrijsko vejo italskih jezikov (drugo, latinsko-faliskijsko vejo, predstavljata latinščina in faliskijščina). 
Govoril se je v pokrajini Umbriji v osrednji Italiji, severnovzhodno od Rima. Pisali so ga v latinski abecedi, deloma v grški, pod vplivom Etruščanov. 

## Napisi
Umbrijščina se je ohranila v napisih iz okoli 400-90 pr. n. št. Najdaljši napis so Iguvinske tablice (Tabulae Iguvinae), besedilo z versko-obredno vsebino. Starejši del teh tabel izvira iz srede 3. stoletja pr. n. št., dodatek iz leta 89 pa je pisan že v latinski pisavi.
Primer umbrijskega besedila iz prve Iguvinske tablice:
este persklum aves anzeriates enetu
pernaies pusnaes preveres treplanes
iuve krapuvi tre buf fetu arvia ustentu
vatuva ferine feitu heris vinu heri puni
ukriper fisiu tutaper ikuvina feitu sevum
Primerjava umbrijščine z latinščino:
- umbrijsko: este persklum aves anzeriates enetu pernaies pusnaes
- latinsko: istud sacrificium avibus observatis inito anticis posticis
- (slovensko: to žrtvovanje naj se začne z opazovanjem ptic, tistih spredaj in tistih zadaj)